# The Waltons
The Waltons (Waltonowie) – amerykański serial telewizyjny na motywach powieści Earla Hamnera Jr. Spencer’s Mountain oraz filmu pod tym samym tytułem z Henrym Fondą i Maureen O’Harą w rolach głównych.

## Fabuła
Akcja serialu rozgrywa się w fikcyjnym miasteczku Walton’s Mountain, na wiejskich terenach stanu Wirginia w latach 30. XX wieku. Małżeństwo Waltonów – John i Olivia – mieszka tam z siedmiorgiem dzieci oraz rodzicami Johna – Zebem i Esther. Fabuła serialu koncentruje się na ich codziennym życiu w dobie Wielkiego Kryzysu lat 30. oraz w czasie II wojny światowej. Dzieje trzypokoleniowej rodziny opowiedziane są z punktu widzenia najstarszego syna, zwanego John-Boy.

## Historia powstania
Serial poprzedził pełnometrażowy pilot serialu The Homecoming: A Christmas Story z roku 1971. Po zakończeniu serii powstało jeszcze sześć kolejnych filmów telewizyjnych – The Waltons: A Decade of the Waltons (1980), A Wedding on Walton’s Mountain (1982), Mother’s Day on Waltons Mountain (1982), A Day for Thanks on Walton’s Mountain (1982), A Walton Thanksgiving Reunion (1993), A Walton Wedding (1995) oraz A Walton Easter (1997).
Serial w okresie emisji był w czołówce najchętniej oglądanych w Stanach Zjednoczonych, a w drugim sezonie (jesień 1973 – wiosna 1974) zajmował drugie miejsce. Znany w wielu krajach świata, nie był nigdy (?) emitowany w Polsce. Od roku 2003, kolejne sezony są stopniowo wydawane w boxach DVD. Zakończenie tego procesu w USA, planowane jest na styczeń 2010.